# Palice (Českotřebovská vrchovina)
Palice (613 m n. m.) je vrch v okrese Ústí nad Orlicí v Pardubickém kraji. Leží asi 2,5 km jiho-jihovýchodně od vsi Skuhrov na jejím katastrálním území. Je to nejvyšší vrchol Třebovských stěn.

## Název
Název pravděpodobně pochází od skalních výběžků nacházejících se v Třebovských stěnách, jež mohou z povzdálí připomínat palici.

## Popis
Je to vrchol příčného denudačního hřbítku z vápnitých až slínitých pískovců středního až svrchního turonu, při hraně výrazné kuesty (s čelem na VSV) západního křídla litické antiklinály ze spongilitických slínovců a prachovců středního až spodního turonu a slepenců, pískovců a jílovců cenomanu. Vrch je zalesněný smrkovými porosty s příměsí buku, bukovými porosty. Samotný vrchol je zarostlý bez výhledu. Výhledy jsou možné z červené značky z okraje kuesty.
Na prudkých východních svazích přilehlé kuesty je vyhlášena přírodní rezervace Třebovské stěny.

## Geomorfologické zařazení
Geomorfologicky vrch náleží do celku Svitavská pahorkatina, podcelku Českotřebovská vrchovina, okrsku Hřebečovský hřbet a podokrsku Lanšperský hřbet, jehož je to nejvyšší bod.

## Turistika
Na Palici vede odbočka červené turistické značky z Jiráskovy turistické trasy (Ostrov - Anenská Studánka) vedoucí bukovým lesem na svahu Hříva s dalekými výhledy na Králický Sněžník, Jeseníky s Pradědem a Českou Třebovou s Kozlovským kopcem.
Další turistické možnosti návštěvy nejvyššího bodu: cyklostezka ze Skuhrova (č. 4045) a České Třebové (č. 4050). 
Pěší turistika: z České Třebové po žluté turistické značce - rozcestí pod Palicí - napojení na červenou turistickou značku pokračující k odbočce na Palici.

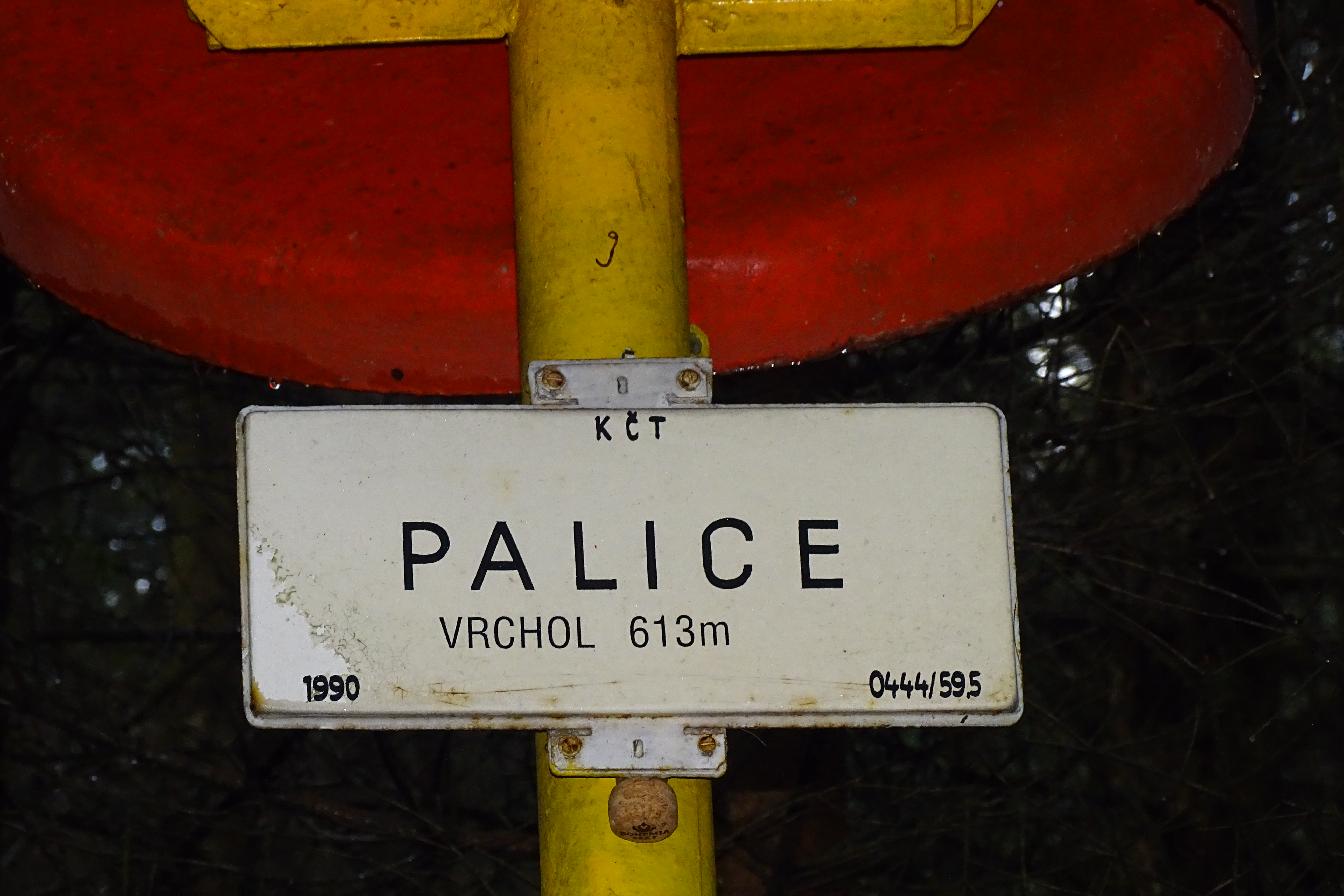
Turistická značka na vrcholu Palice

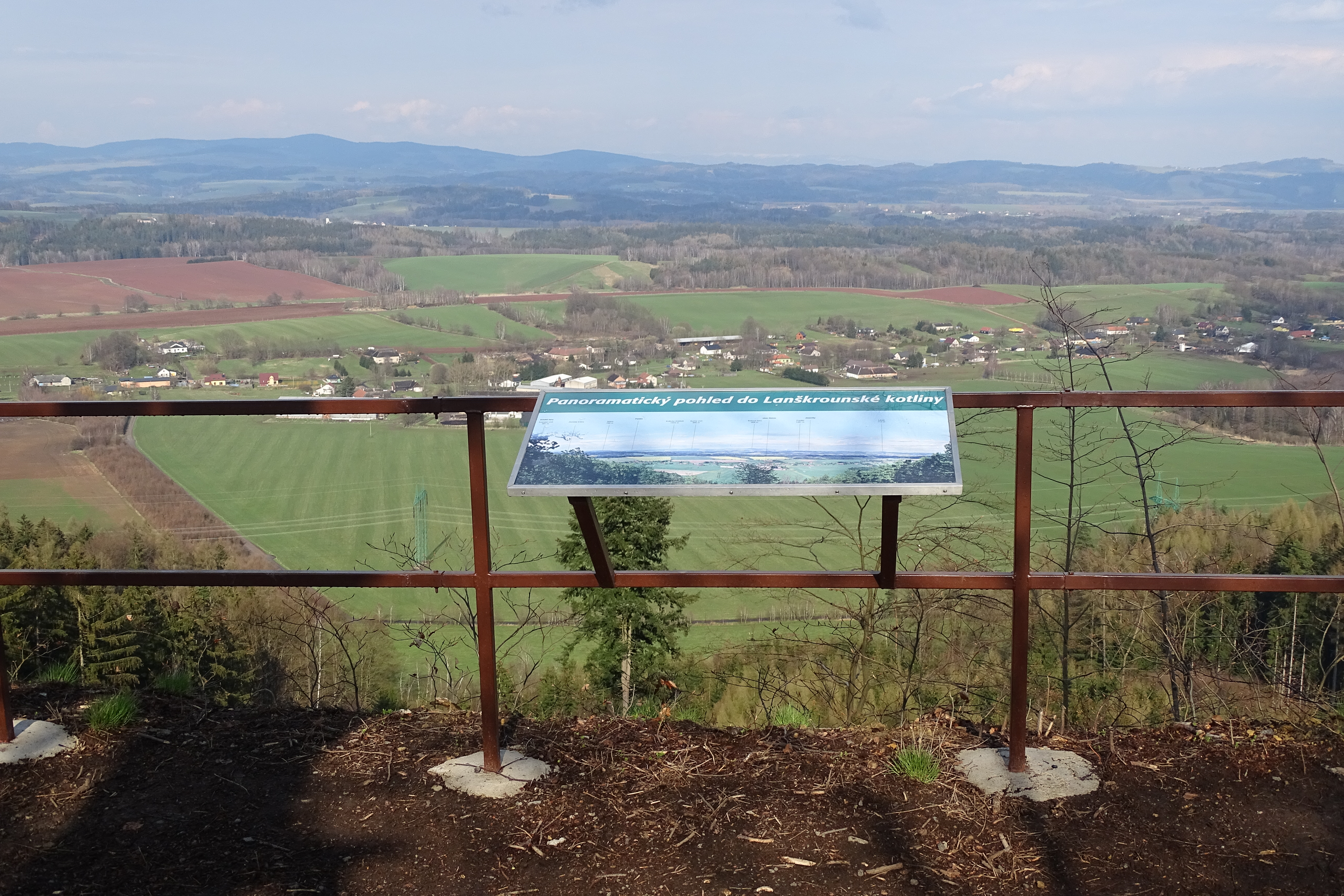
Vyhlídka na turistické trase Ostrov - Anenská Studánka

Na vrcholu je umístěna vrcholová knížka a bod Geocachingu.